# Liste des paroisses civiles du Bedfordshire

Localisation du comté de Bedfordshire en Angleterre.

Voici la liste des paroisses civiles du comté cérémoniel du Bedfordshire, en Angleterre.

## Liste des paroisses civiles par district

### Borough de Bedford

Carte du borough de Bedford.

Ce borough est entièrement découpé en paroisses, à l'exception de la ville de Bedford.
- Biddenham
- Bletsoe
- Bolnhurst and Keysoe
- Brickhill
- Bromham
- Cardington
- Carlton with Chellington
- Clapham
- Colmworth
- Cople
- Cotton End
- Dean and Shelton
- Elstow
- Felmersham
- Great Barford
- Great Denham
- Harrold
- Kempston (ville)
- Kempston Rural
- Knotting and Souldrop
- Little Barford
- Little Staughton
- Melchbourne and Yielden
- Milton Ernest
- Oakley
- Odell
- Pavenham
- Pertenhall
- Podington
- Ravensden
- Renhold
- Riseley
- Roxton
- Sharnbrook
- Shortstown
- Stagsden
- Staploe
- Stevington
- Stewartby
- Swineshead
- Thurleigh
- Turvey
- Wilden,
- Willington
- Wilshamstead
- Wixams
- Wootton
- Wyboston, Chawston and Colesden
- Wymington

### District du Central Bedfordshire

Carte du district du Central Bedfordshire.

Ce district est entièrement découpé en paroisses.
- Ampthill (ville)
- Arlesey (ville)
- Aspley Guise
- Aspley Heath
- Astwick
- Barton-le-Clay
- Battlesden
- Biggleswade (ville)
- Billington
- Blunham
- Brogborough
- Caddington
- Campton and Chicksands
- Chalgrave
- Chalton
- Clifton
- Clophill
- Cranfield
- Dunstable (ville)
- Dunton
- East Hyde
- Eaton Bray
- Edworth
- Eggington
- Eversholt
- Everton
- Eyeworth
- Fairfield Park
- Flitton and Greenfield
- Flitwick (ville)
- Gravenhurst
- Harlington
- Haynes
- Heath and Reach
- Henlow
- Hockliffe
- Houghton Conquest
- Houghton Regis (ville)
- Hulcote and Salford
- Husborne Crawley
- Hyde
- Kensworth
- Langford
- Leighton-Linslade (ville)
- Lidlington
- Marston Moreteyne
- Maulden
- Meppershall
- Millbrook
- Milton Bryan
- Moggerhanger
- Northill
- Old Warden
- Potsgrove
- Potton (ville)
- Pulloxhill
- Ridgmont
- Sandy (ville)
- Shefford (ville)
- Shillington
- Silsoe
- Slip End
- Southill
- Stanbridge
- Steppingley
- Stondon (Lower et Upper)
- Stotfold (ville)
- Streatley
- Studham
- Sundon (Lower et Upper)
- Sutton
- Tempsford
- Tilsworth
- Tingrith
- Toddington
- Totternhoe
- Westoning
- Whipsnade
- Woburn
- Wrestlingworth and Cockayne Hatley

### Borough de Luton
L'ancien borough de comté de Luton n'est pas découpé en paroisses.